# Dentimargo zetetes
Dentimargo zetetes is een slakkensoort uit de familie van de Marginellidae. De wetenschappelijke naam van de soort is voor het eerst geldig gepubliceerd in 1978 door Roth.